# Lícování
Lícování je ve strojírenství předepsání rozměrů a výroba dvou samostatných konstrukčních částí, kdy jedna svým vnějším povrchem (součást charakteru „hřídel“) má zapadat do otvoru vytvořeného v druhé (součást charakteru „díra“) tak, aby tyto části vůči sobě měly předepsaný vztah - tvoří uložení. Součástem, které do sebe mají zapadat, například hřídeli a díře ložiska, konstruktér obvykle stanovuje shodný jmenovitý rozměr (zde průměr) a ten doplňuje ještě rozměrem tolerančního pole (stručně „tolerancí“). Protože žádnou součástku nelze vyrobit (ani změřit) úplně přesně, stanoví se takto rozmezí přípustných rozměrů s ohledem na funkci uložení; obdobně se popisují přípustné odchylky tvaru a polohy. Velikost nebo výška tolerančního pole určuje míru přesnosti, s níž se součástka musí vyrábět. Vhodnou kombinací přípustných odchylek může konstruktér rozhodnout o druhu uložení. Rozsah přípustné odchylky může předepsat číselně v milimetrech, z praktických důvodů jsou však mezinárodně normovány a udávají se kombinací písmen a čísla.

## Druhy uložení
Druh uložení je s ohledem na jeho funkci určen kombinací tolerančního pole hřídele a díry a může být:
- s přesahem nebo pevné - tolerance se volí tak, aby skutečný rozměr typu „hřídel“ byl vždy větší než rozměr „díry“, takže součásti budou navzájem nehybně spojeny, jako například kolo nalisované na hřídeli,
- přechodné - mezi součástkami může vzniknout vůle nebo přesah,
- s vůlí nebo volné - skutečný rozměr „hřídele“ bude vždy menší než rozměr „díry“, což zaručuje nezbytnou vůli a umožňuje vzájemný pohyb součástí, například hřídele v kluzném ložisku.

## Toleranční třídy

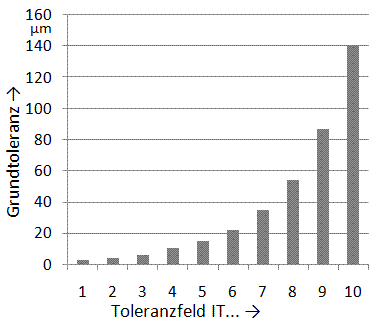
Velikost tolerančního pole v μm pro jmenovitý rozměr 80-120 mm a stupně přesnosti IT4 - IT10

Toleranční pole se udává jako toleranční třída a označuje kombinací písmen A - Z, ZA - ZC (u hřídele malá a u díry velká písmena) a čísla 01, 0 - 18. Písmena udávají polohu tolerančního pole vůči jmenovitému rozměru či tzv. nulové čáře. U děr znamenají písmena A - H, že díra bude vždy větší než jmenovitý rozměr (A znamená největší kladnou odchylku, H nejmenší), písmeno J oboustrannou odchylku a písmena K - ZC, že díra bude vždy menší než jmenovitý rozměr. U hřídele je význam písmen obrácený: a znamená největší zápornou odchylku (hřídel bude menší než jmenovitý rozměr), j je oboustranná a zc znamená největší kladnou odchylku (hřídel bude větší než jmenovitý rozměr).
Čísla znamenají požadovaný stupeň přesnosti výroby čili výšku tolerančního pole. Čísla 01 - 4 znamenají největší přesnosti, například pro kalibry a měřidla, čísla 5 - 11 běžné strojírenské přesnosti a čísla 12 - 18 se užívají při výrobě polotovarů, určených k dalšímu opracování (například výkovků nebo výlisků). Dosažení vyšší přesnosti je ve výrobě pochopitelně nákladnější, takže konstruktér má volit nejnižší přesnost (nejvyšší číslo), která u daného uložení vyhoví požadované funkci. Výška tolerančního pole roste geometricky, zvýšením stupně přesnosti o 1 se toleranční pole zvětší 1,6krát (platí pro IT5 až IT18).
Druh uložení, tedy kombinace tolerančních tříd díry a hřídele, se potom v této soustavě popisuje jejich uvedením v podobě zlomku takto:
- H11/p11 (příklad uložení s přesahem, malá přesnost) nebo H7/p6 (s vyšší přesností),
- typickým příkladem přechodného uložení může být uložení H7/h7,
- H11/d11 (příklad uložení s vůlí, malá přesnost) nebo H7/f7 (s vyšší přesností).

## Jednotná díra a jednotný hřídel
Z praktických důvodů se ve výrobě užívá jen část možností, které toleranční třídy poskytují. Typicky se používá soustava jednotné díry a méně často soustava jednotného hřídele. Pokud se například díry obrábějí výstružníkem příslušného průměru, stačí jedna sada výstružníků obvykle s toleranční třídou H7, případně H6 nebo naopak H11. Podle druhu uložení se pak užívají hřídele s třídami například f7 (volné), h7 (přechodné) nebo s7 (s přesahem). To je soustava jednotné díry.
Naopak v soustavě jednotného hřídele se volí obvykle třída h7 a druh uložení pak určuje toleranční třída díry.

## Netolerované rozměry
Ve výkresech se obvykle uvádí tolerance přímo jen u těch rozměrů, které mají tvořit uložení nebo být přesnější než ostatní rozměry. Zbylé rozměry (tzv. netolerované rozměry) mívají toleranci společnou, ta bývá uvedena v popisovém poli např.: ISO 2768 - m. Zatímco tolerované rozměry používají číslo a písmeno, netolerované rozměry jsou zjednodušené, používají jen písmeno (f - jemná, m - střední, c - hrubá, v - velmi hrubá) a mnohem hrubší členění nominálních rozměrů. U délkových rozměrů tolerance m - střední odpovídá zhruba Js13.